# Carpias asterphilous
Carpias asterphilous är en kräftdjursart som beskrevs av Pires 1995. Carpias asterphilous ingår i släktet Carpias och familjen Janiridae. Inga underarter finns listade i Catalogue of Life.